# 乐东锥
乐东锥（学名：Castanopsis ledongensis）为壳斗科锥属下的一个种。